# Коньовец
Коньовец е село в Североизточна България, област Шумен, община Шумен.
Селото е известно главно с прочутия конезавод, официално Национален историко-археологически резерват „Кабиюк“,

## История
На могилата в с. Коньовец е намерено единственото цвете „котенце“, останало още от ледниковата епоха.
При строеж на автомагистрала близо до селото са разкрити останки от средновековни и по-стари постройки през 2011-2012 г.

## Население

### Численост
Численост на населението според преброяванията през годините:
| Година на преброяване | Численост |
| 1985                  | 813       |
| 1992                  | 552       |
| 2001                  | 490       |
| 2011                  | 353       |
| 2021                  | 202       |

### Етнически състав
Численост и дял на етническите групи според преброяването на населението през 2011 г.:
|                     | Численост | Дял (в %) |
| Общо                | 353       | 100,00    |
| Българи             | 38        | 10,76     |
| Турци               | 278       | 78,75     |
| Цигани              | 19        | 5,38      |
| Други               | 3         | 0,84      |
| Не се самоопределят | 14        | 3,96      |
| Неотговорили        | 1         | 0,28      |

## Други
Характерно за селото е, че почти няма частни къщи. Местното население се състои от работещи в ДП „Кабиюк“ и техните семейства. Живеят в държавни жилища – къщи и двуетажни блокове, като заплащат месечен наем (включително и кметът на с. Коньовец със семейството си). В селото няма гробище.